# Asplenium bradei
Asplenium bradei är en svartbräkenväxtart som beskrevs av Eduard Rosenstock. Asplenium bradei ingår i släktet Asplenium och familjen Aspleniaceae. Inga underarter finns listade.